# Дубравка Лакић
Дубравка Лакић (Београд) српска је филмска критичарка и ауторка. Она пише за дневни лист Политика од 1989.

## Биографија
Дипломирала новинарство на Факултету политичких наука Универзитета у Београду 1983. године, а каријеру је започела 1982. године на Радио Београду. Од 1995. до 1997. радила је у РТВ Политика где је била креатор филмске емисије In Media Res, а од 2000. до 2004. године емисије под називом Кино-Клуб.
Чланица је Европске филмске академије (ЕФА), чланица Извршног одбора Федерације филмских критичара Европе и Медитерана (ФЕДЕОРА), чланица Међународне федерације филмских критичара (FIPRESCI), селекторка међународног програма Cinema City IFF у Новом Саду, чланица управног одбора Београдског фестивала документарног филма БЕЛДОКС и чланица управног одбора Српског филмског центра.
Поред филмске критике, била је чланица жирија за награду FIPRESCI на филмским фестивалима у Кану, Берлину, Венецији, Сан Себастијану и Солуну.
У Србији је позната као оснивач европског концепт програма Палићког филмског фестивала, где је била селектор (2005, 2006. и 2007.) и основала Награду за толеранцију за најбољи филм источне Европе. Била је дугогодишњи члан Управног одбора ФЕСТ-а и оснивач Еритроцит награде за најбољи европски филм.
Она је 1998. године одликована Златном значком Културно-просветне заједнице Србије за допринос српској кинематографији, и освојила је Златни „Беочуг“ (2002).